# Canal de Caronte
Le canal de Caronte ou chenal de Caronte est un canal qui relie l'étang de Berre à la mer Méditerranée (golfe de Fos), dans les Bouches-du-Rhône. 
Il mesure 6,5 kilomètres pour une largeur de 250 mètres. Sa profondeur est actuellement de 10 mètres.

## Histoire

Carte de l'étang de Berre et du canal de Caronte au sud-ouest.

L'étang de Berre s'est refermé vers 7000 av. J.-C. : à la suite de la transgression flandrienne, la plaine se remplit à travers une vallée d’érosion incisant le massif calcaire. Ce passage est comblé par l’accumulation de sédiments, isolant l’étang de la mer Méditerranée.

## Ouvrages d'art

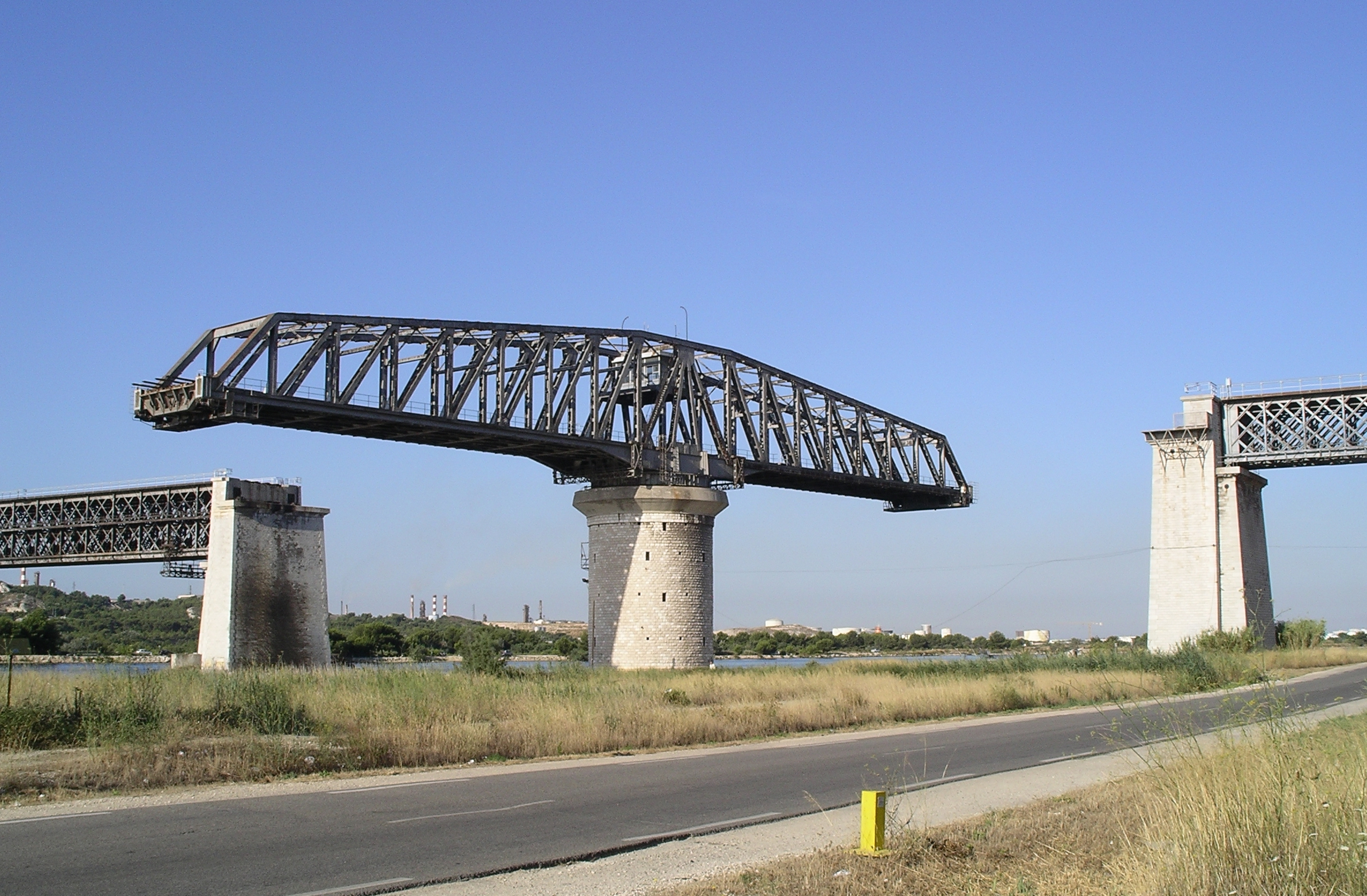
Le viaduc de Caronte (pont tournant).

Le canal traverse la ville de Martigues, y découpe une île bordée de quais qui donnent à la ville un air de « Venise provençale ». Sur l'un des bras du canal, en pleine ville de Martigues, un pont levant a été construit pour permettre le passage des embarcations de plus de vingt mètres de haut, et notamment les pétroliers qui desservent les raffineries de La Mède et Berre.
La voie ferrée de Marseille à Miramas via Port-de-Bouc traverse le canal sur un viaduc métallique construit en 1915. De près d'un kilomètre de long, il surplombe le canal à près de 25 m au-dessus du niveau de l'eau. Cette hauteur ne permettant pas le passage de navires importants, la partie centrale du viaduc a été montée sur un axe pivotant, qui permet l'effacement de la ligne ferroviaire le temps de laisser passer une circulation maritime hors gabarit. Le viaduc de Caronte est un spécimen exceptionnel d'architecture ferroviaire.